# Nike fra Samothrake
 Der er for få eller ingen kildehenvisninger i denne artikel, hvilket er et problem. Du kan hjælpe ved at angive troværdige kilder til de påstande, som fremføres i artiklen.

Den kendte skulptur Nike fra Samothrake er lavet ca. 200 f.Kr. i antikkens Grækenland.
Skulpturen forestiller den græske mytologiske sejrsgudinde Nike og er udstillet på kunstmuseet Louvre i Paris.
Nike fra Samothrake udgør sammen med Mona Lisa og Venus fra Milo de tre mest berømte værker på Louvre.[kilde mangler]